# فنوپروفن
فنوپروفن (انگلیسی: Fenoprofen) یک داروی ضدالتهابی غیراستروئیدی (NSAID) است. فنوپروفن کلسیم برای تسکین علائم آرتریت روماتوئید، استئوآرتریت و دردهای خفیف تا متوسط استفاده می‌شود. همچنین برای درمان درد پس از عمل نیز استفاده شده‌است. فنوپروفن در ایالات متحده آمریکا با نام نالفون به بازار عرضه می‌شود.

## فارماکولوژی
این دارو احتمالاً از طریق مهار فعالیت سیکلواکسیژناز (مهارکننده COX-2) و سنتز پروستاگلاندین، التهاب، درد و تب را کاهش می‌دهد.

## موارد منع مصرف
سابقه اختلال قابل توجه عملکرد کلیه؛ بیماران مبتلا به حساسیت شناخته شده به هر یک از اجزای محصول؛ بیمارانی که پس از مصرف آسپیرین یا سایر NSAIDها آسم، کهیر یا واکنش‌های آلرژیک را تجربه کرده‌اند. درمان درد بعد از عمل در زمینه جراحی بای پس عروق کرونر (CABG).

## عوارض نامطلوب
در اکتبر ۲۰۲۰، سازمان غذا و داروی ایالات متحده (FDA) برچسب دارو را برای همه داروهای ضدالتهابی غیراستروئیدی به‌روزرسانی کرد تا خطر مشکلات کلیوی در نوزادان متولد نشده را که منجر به کاهش مایع آمنیوتیک می‌شود، توصیف کند. آنها توصیه می‌کنند از مصرف NSAID در زنان باردار در هفته ۲۰ یا بعد از بارداری خودداری کنند.

## تداخلات دارویی
- آمینوگلیکوزیدها (مانند جنتامایسین): سطح آمینوگلیکوزیدهای پلاسما ممکن است افزایش یابد.
- مهارکننده‌های آنزیم مبدل آنژیوتانسین (ACE): اثر ضد فشار خون مهارکننده‌های ACE ممکن است کاهش یابد.
- داروهای ضد انعقاد: مصرف همزمان ممکن است زمان پروترومبین را طولانی کند.
- آسپرین: فنوپروفن کلر ممکن است افزایش یابد. مصرف همزمان توصیه نمی‌شود.
- دیورتیک‌ها: بیماران تحت درمان با فنوپروفن ممکن است به اثرات دیورتیک‌های لوپ و تیازیدها مقاوم باشند.
- هیدانتوئین‌ها، سولفونامیدها، سولفونیل اوره‌ها: فنوپروفن ممکن است این داروها را از محل اتصال آنها جابجا کند.
- لیتیم: کلر کلیوی لیتیوم ممکن است کاهش یابد و سطوح پلاسما ممکن است افزایش یابد، که ممکن است خطر سمیت لیتیم را افزایش دهد.
- متوترکسات: ممکن است سطح متوترکسات را افزایش دهد.
- فنوباربیتال: ممکن است فنوپروفن را ۱/۲ کاهش دهد. اگر فنوباربیتال اضافه یا حذف شود، ممکن است نیاز به تنظیم دوز فنوپروفن باشد.
- SSRIها (مانند فلوکستین، سیتالوپرام): خطر اثرات GI ممکن است افزایش یابد.